# Omri Kende
Omri Kende (hebräisch עומרי קנדה; * 6. Juli 1986 in Ramat Gan) ist ein israelischer Fußballspieler.

## Karriere
Er begann seine Profikarriere in der Jugendabteilung von Hapoel Petach Tikwa. Zu Beginn der Saison 2005/06 stieg er in die erste Mannschaft des Vereins auf und wurde später in derselben Saison für eine halbe Saison an Hapoel Ra’anana ausgeliehen. In der folgenden Saison spielte er 31 von 33 Spielen und entwickelte sich zu einem zentralen Bestandteil der Mannschaft. Am Ende der Saison stieg die Mannschaft ab. In der darauffolgenden Saison kam er nur noch wenige Spielminuten zum Einsatz und entschied sich, die Mannschaft zu verlassen.
Im Januar 2008 erhielt er ein Angebot von Hapoel Tel Aviv und wechselte während der Transferperiode dorthin, als die Mannschaft am Tabellenende stand. Kanada trug maßgeblich zum Klassenerhalt der Mannschaft am Ende der Saison bei und qualifizierte sich mit ihr für das Finale des Staatspokals, verpasste jedoch den ersten Titel seiner Karriere nach einer Niederlage im Elfmeterschießen gegen Beitar Jerusalem. Seine Fähigkeiten in seinem neuen Team führten auch dazu, dass er im März 2008 in den Kader der Jugendmannschaft für das Freundschaftsspiel gegen die chilenische Nationalmannschaft berufen wurde.
In der Saison 2008/09 zeigte Kende starkes Können und erreichte mit Hapoel Tel Aviv den zweiten Tabellenplatz. In der Saison 2009/10 konkurrierte er mit Danny Bonder um die Position des rechten Verteidigers und spielte abwechselnd in der Aufstellung. Kanada qualifizierte sich mit dem Team für die Gruppenphase der Europa League, wo das Team zu Hause den ersten Platz belegte und die Runde der letzten 32 erreichte. Am Ende der Saison gewann er mit dem Team das Double. In der letzten und schicksalsträchtigen Woche der Saison glänzte er im Pokalfinale gegen Bne Jehuda Tel Aviv und wurde vier Tage später im Meisterschaftsspiel des Teams im Teddy-Stadion vom Platz gestellt. Saison für Saison qualifizierte sich Kende mit dem Team für die Gruppenphase der UEFA Champions League und gewann mit ihm zum zweiten Mal in Folge den Staatspokal.